# Southland (Região da Nova Zelândia)

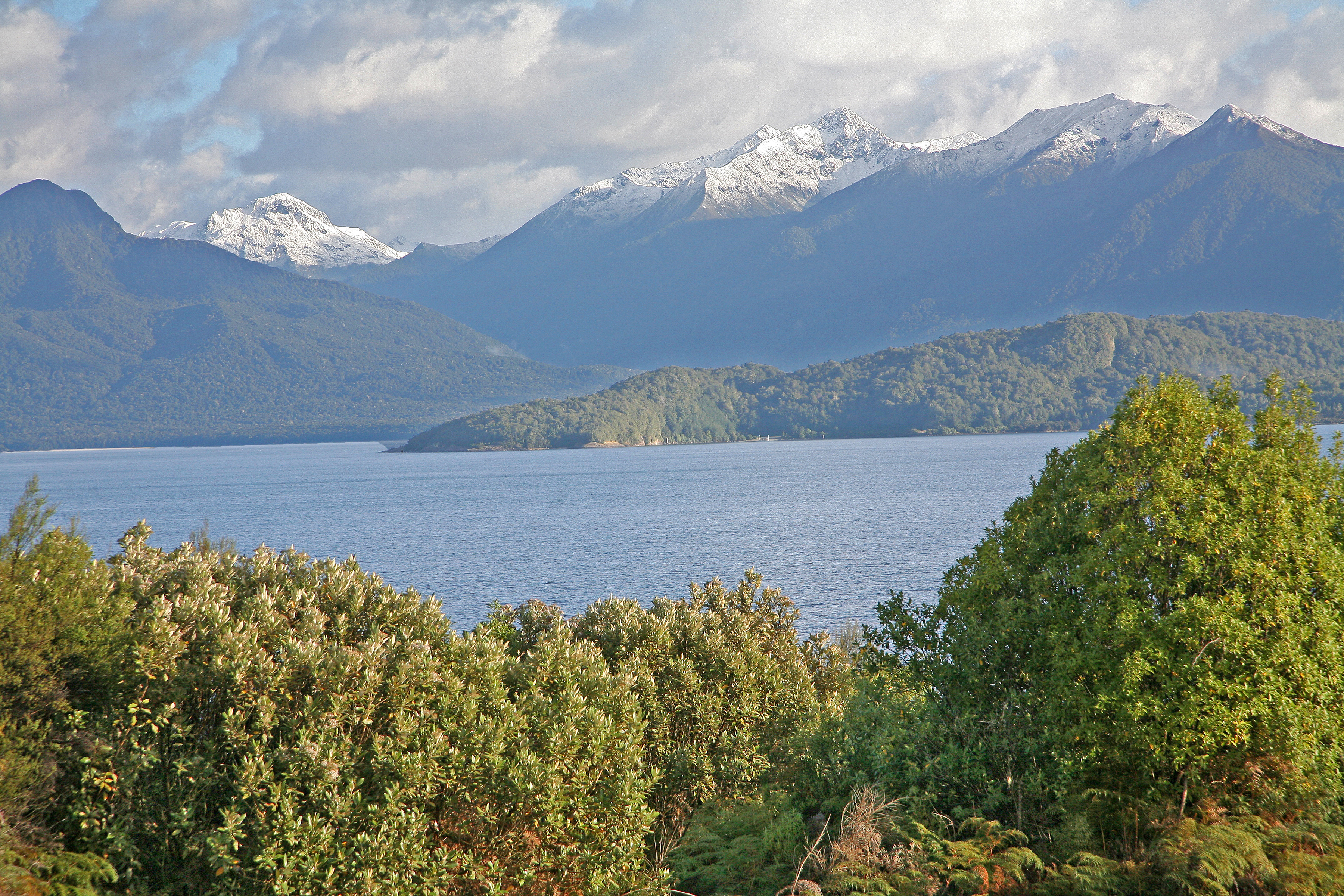
Lago Te Anau, Southland.

Southland é a região mais meridional da Nova Zelândia localizada na Ilha Sul e inclui a ilha Stewart. A região cobre uma área de 3,1 milhões de hectares e 3.613 km de litoral. Em junho de 2023, Southland tinha um número populacional de 103.900, o que faz dela a décima primeira região mais populosa da Nova Zelândia e a segunda mais escassamente povoada. A sua sede e única cidade é Invercargill, cerca de metade da população da região vive aqui.
A maior parte dos fiordes neozelandeses se localiza na parte leste desta região que é chamada de Fiordland.